# Флангова схема роботи гірничої машини
Флангова схема роботи гірничої машини (рос. фланговая схема работы горной машины; англ. flanking scheme of a mining machine operation; нім. Abbau m ins Feld n) — технологічна схема виймання, при якій видобувна (відбійна) машина проводить виймання корисної копалини в одній точці очисного вибою, переміщуючись уздовж нього.